# Monoplacophorus zenkevitchi
Monoplacophorus zenkevitchi är en blötdjursart som beskrevs av Moskalev, Starobogatov och Filatova 1983. Monoplacophorus zenkevitchi ingår i släktet Monoplacophorus och familjen Monoplacophoridae. Inga underarter finns listade i Catalogue of Life.